# سارا يوفانوفيتش
سارا يوفانوفيتش (بالإيطالية: Sara Jovanović)‏ (بالصربية: Сара Јовановић)‏ هي مغنية صربية وإيطالية، ولدت في 29 أكتوبر 1993 في روما في إيطاليا.

## وصلات خارجية
- سارا يوفانوفيتش على موقع IMDb (الإنجليزية)
- سارا يوفانوفيتش على موقع ميوزك برينز (الإنجليزية)
- سارا يوفانوفيتش على موقع أول ميوزيك (الإنجليزية)
- سارا يوفانوفيتش على موقع ديسكوغز (الإنجليزية)